# Władysław Sołtan

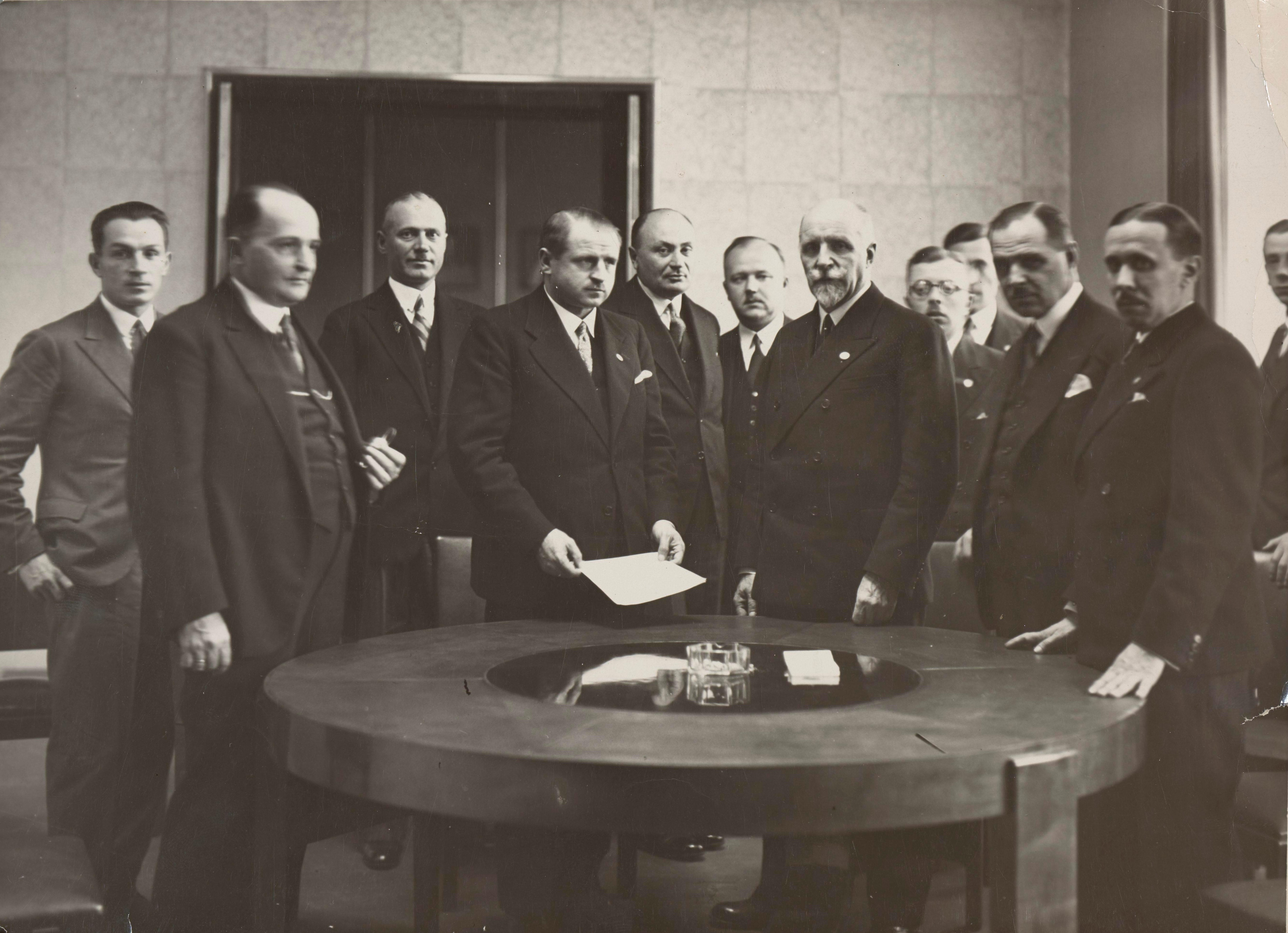
Władysław Sołtan wręczający Stefanowi Starzyńskiemu dyplom honorowy pożyczki narodowej (1933)

Władysław Eugeniusz Sołtan herbu Sołtan, wzgl. Pereświet-Sołtan (ur. 7 lipca 1870 w Twerze, zm. 7 lutego 1943 w Warszawie) – polski prawnik, działacz państwowy II Rzeczypospolitej.

## Życiorys
Syn Władysława Hieronima Sołtana. Absolwent prawa uniwersytetu w Dorpacie. Pracował jako adwokat w Rydze i Petersburgu. Dyrektor Ryskiego Katolickiego Towarzystwa Dobroczynności, wiceprezes Polskiego Komitetu Organizacyjnego w Rydze i członek Konwentu Polonia. W 1911 osiadł w rodzinnym majątku w Inflantach.
Wojewoda warszawski (19 listopada 1919 – 19 grudnia 1923, 22 marca 1924 – 24 listopada 1927). Delegat rządu polskiego na Litwie Środkowej (4 lutego 1922 – 6 kwietnia 1922; do rezolucji Sejmu Ustawodawczego o bezwarunkowej inkorporacji Litwy Środkowej do Polski wbrew stanowisku rządu RP i Józefa Piłsudskiego).
Minister spraw wewnętrznych w rządzie Władysława Grabskiego (19 grudnia 1923 – 21 marca 1924).
Prezes Polskiej Macierzy Szkolnej, w latach 1936–1939 przewodniczący Porozumienia Organizacji Współdziałających w Zwalczaniu Komunizmu. Na początku marca 1938 został wybrany członkiem sądu koleżeńskiego Zjednoczenia Polskich Prawników Katolików.
Honorowy obywatel Włocławka i Żyrardowa. Dawny patron pl. Jana Pawła II w Żyrardowie.
Podczas okupacji niemieckiej był przewodniczącym Naczelnej Rady Konspiracji Harcerstwa Polskiego.

## Życie prywatne
Ojciec Jerzego Sołtana.

## Ordery i odznaczenia
- Krzyż Komandorski Orderu Odrodzenia Polski (2 maja 1922)[7][8][9]
- Złoty Krzyż Zasługi (13 maja 1933)[10]
- Złoty Wawrzyn Akademicki (4 listopada 1937)[11]
- Order Białej Róży Finlandii[7]